# Jegor Wassiljew
Jegor „flamie“ Wassiljew (russisch Егор Васильев; * 5. April 1997 in Moskau) ist ein russischer E-Sportler in der Disziplin Counter-Strike: Global Offensive. Er spielt derzeit für das Team 1win.

## Karriere
Wassiljew begann seine Karriere im November 2013 beim Team USSR, welches er im Juli 2014 in Richtung dAT verließ. Mit dAT nahm er erstmals an einem Major, der ESL One: Cologne 2014, teil, welches er auf dem 13.–16. Platz beendete. Nachdem er im Januar 2015 das Team verlassen hatte, spielte er einige Turniere für das Team HellRaisers. Unter anderem spielte er mit der ESL One: Katowice 2015 auch sein zweites Major-Turnier, das er erneut auf dem 13.–16. Rang abschloss.
Im März 2015 wechselte er zur ukrainischer Organisation Natus Vincere. Mit seinem neuen Team konnte er 2015 die ESL Pro League Winter 2014‍/‍15, die StarLadder StarSeries XIII, den Electronic Sports World Cup 2015, die CS:GO Champions League Season 1 und die Intel Extreme Masters X - San Jose gewinnen. Außerdem erreichte er den zweiten Platz bei der DreamHack Open Summer 2015, dem Gaming Paradise 2015, der ESL ESEA Pro League Season 2 und weitere Halbfinaleinzüge. Im Major DreamHack Cluj⁠-⁠Napoca 2015 erreichte er das Halbfinale, in welchem er gegend das Team Envy mit 2:0 verlor. Für seine Einzelleistungen wurde er als 14. erstmals in die Liste der zwanzig besten Spieler von HLTV gewählt. Er erhielt ebenfalls seine erste MVP-Auszeichnung von HLTV.
2016 gewann Wassiljew die DreamHack Open Leipzig 2016, die Counter Pit League Season 2 und die ESL One: New York 2016. Überdies erreichte in der StarLadder i-League StarSeries XIV, dem DreamHack Masters Malmö 2016 und dem StarLadder i-League Invitational #1 den zweiten Rang. Im MLG Major Championship: Columbus 2016 konnte er das Finale erreichen, welches er allerdings nach einer 2:0-Niederlage gegen Luminosity Gaming auf dem zweiten Platz beendete. Das zweite Major des Jahres, die ESL One Cologne 2016, endete für ihn im Viertelfinale. Erneut wurde er als 12. in die Liste der zwanzig besten Spieler gewählt. Zudem erhielt er eine weitere MVP-Auszeichnung.
Im folgenden Jahr konnte er an die Erfolge der letzten zwei Jahre nicht anknüpfen. Das Eleague Major: Atlanta 2017 beendete er nach einer Niederlage gegen den zukünftigen Sieger Astralis im Viertelfinale und das PGL Major: Kraków 2017 nur auf dem 12.–14. Platz. Der größte Erfolg des Jahres war ein Sieg bei der DreamHack Open Winter 2017. Zudem gab einen zweiten Platz bei der Adrenaline Cyber League 2017 und Halbfinaleinzüge bei der StarLadder i-League StarSeries Season 3 und der ESL One: Cologne 2017.
2018 siegte Wassiljew bei der StarSeries & i-League CS:GO Season 5, den CS:GO Asia Championships 2018, der ESL One: Cologne 2018 und der Blast Pro Series: Copenhagen 2018. Außerdem erlangte er einen zweiten Rang bei der DreamHack Masters Marseille 2018, dem Epicenter 2018 und der Blast Pro Series: Lisbon 2018. Das erste Major des Jahres, das Eleague Major: Boston 2018, beendete er nach einer Niederlage gegen den FaZe Clan im Viertelfinale. Im Faceit Major: London 2018 erreichte er seinen dritten Finaleinzug bei einem Major-Turnier. Im Finalspiel verlor er 2:0 gegen Astralis, womit er erneut den zweiten Platz erzielte.
2019 konnte er die StarSeries & i-League CS:GO Season 7 gewinnen und mehrere Halbfinaleinzüge bei hochdotierten Turnieren erzielen. Das IEM Major: Katowice 2019 beendete er nach einer Niederlage gegen das Team Ence im Halbfinale. Das zweite Major des Jahres, dem StarLadder Major: Berlin 2019, endete für ihn im Viertelfinale.
Im folgenden Jahr gewann er die Intel Extreme Masters XIV - World Championship. Zudem erreichte er den zweiten Rang bei der ICE Challenge 2020, der ESL Pro League Season 12 und der Intel Extreme Masters XV - Beijing Online: Europe. Überdies erreichte er den vierten Platz bei der DreamHack Masters Spring 2020: Europe, den Blast Premier: Spring 2020 European Finals und dem Blast Premier: Fall 2020.
2021 begann für Wassiljew mit einem Sieg beim Blast Premier: Global Final 2020. Nachdem er sich bereits seit Ende 2020 mit Walerij Wachowskyj in der Startaufstellung seines Teams abwechselte, wurde er im April 2021 auf die Bank gesetzt. Im September 2021 lief sein Vertrag bei Natus Vincere aus. Trotzdem spielte er danach aushilfsweise für Natus Vincere Junior, das Juniorenteam von Navi.
im Januar 2022 wechselte er zum Team 1win.
Mit einem gewonnenen Preisgeld von 862.140,83 US-Dollar gehört Wassiljew zu den erfolgreichsten E-Sportler Russlands.

## Auszeichnungen
- 2015: Platz 14 der HLTV.org Bestenliste[5]
- 2016: Platz 12 der HLTV.org Bestenliste[6]